# Ӱ
La U con diéresis (Ӱ ӱ; cursiva: Ӱ ӱ) es una letra del alfabeto cirílico, derivada de la letra U (У у У у).
Se utiliza en los alfabetos de los idiomas altái, jakasio,  janty, mari y shor, donde representa la vocal cerrada anterior redondeada /y/, la pronunciación de la u con diéresis (Ü ü) en alemán. También se utiliza en el idioma komi-yodzyak.

## Códigos informáticos
| Carácter      | Ӱ                                       | Ӱ                                       | ӱ                                       | ӱ                                       |
| ------------- | --------------------------------------- | --------------------------------------- | --------------------------------------- | --------------------------------------- |
| Unicode       | LETRA MAYÚSCULA CIRÍLICA U CON DIÉRESIS | LETRA MAYÚSCULA CIRÍLICA U CON DIÉRESIS | LETRA MINÚSCULA CIRÍLICA U CON DIÉRESIS | LETRA MINÚSCULA CIRÍLICA U CON DIÉRESIS |
| Codificación  | decimal                                 | hex                                     | decimal                                 | hex                                     |
| Unicode       | 1264                                    | U+04F0                                  | 1265                                    | U+04F1                                  |
| UTF-8         | 211 176                                 | D3 B0                                   | 211 177                                 | D3 B1                                   |
| Ref. numérica | &#1264;                                 | &#x4F0;                                 | &#1265;                                 | &#x4F1;                                 |